# Мекк, Александр Карлович фон
Александр Карлович фон Мекк (6 июня 1864, Москва — 15 марта 1911, там же) — русский предприниматель и общественный деятель, один из первых альпинистов в России, учредитель Русского горного общества.
А. К. фон Мекк происходил из семьи известного инженера и предпринимателя, владельца ряда российских железных дорог Карла Федоровича фон Мекка, принадлежавшего старинному дворянскому роду фон Мекк. Его мать Надежда Филаретовна фон Мекк (1831—1894) после смерти мужа сумела сохранить семейное дело и передать управление им своим сыновьям — сначала старшему Владимиру (1852—1892), а с 1892 года — Николаю (1863—1929), председателю правления Общества Московско-Казанской железной дороги, и Александру, избранному в члены правления.

## Биография

### Выбор пути
Детство и юные годы Александра пришлись на годы, когда богатство семьи позволяло обеспечить детям хорошее воспитание и образование. В детстве он рос под опекой гувернёров, учился игре на фортепьяно, много читал. После окончания частного пансиона в 1877 году, переехал в Москву, где поступил в Императорское училище правоведения в Петербурге, но по болезни оставил его, вместе с матерью уехал за границу, слушал лекции в Йенском университете, в котором до него учились, например, Карл Маркс, Миклухо-Маклай.
После учёбы А. К. фон Мекк пробовал заниматься экономикой, экспортной торговлей. Однако практическое предпринимательство не заинтересовало его. Н. Ф. фон Мекк в письме от 17 декабря 1877 года писала П. И. Чайковскому о сыне, что «он мечтатель и живёт всегда в каком-то отвлеченном мире». После избрания в правление Общества Московско-Казанской железной дороги и получения своей доли в наследстве после смерти матери А. К. фон Мекк предпочитал заниматься не семейным делом, а собственными увлечениями и общественной деятельностью.

### Призвание

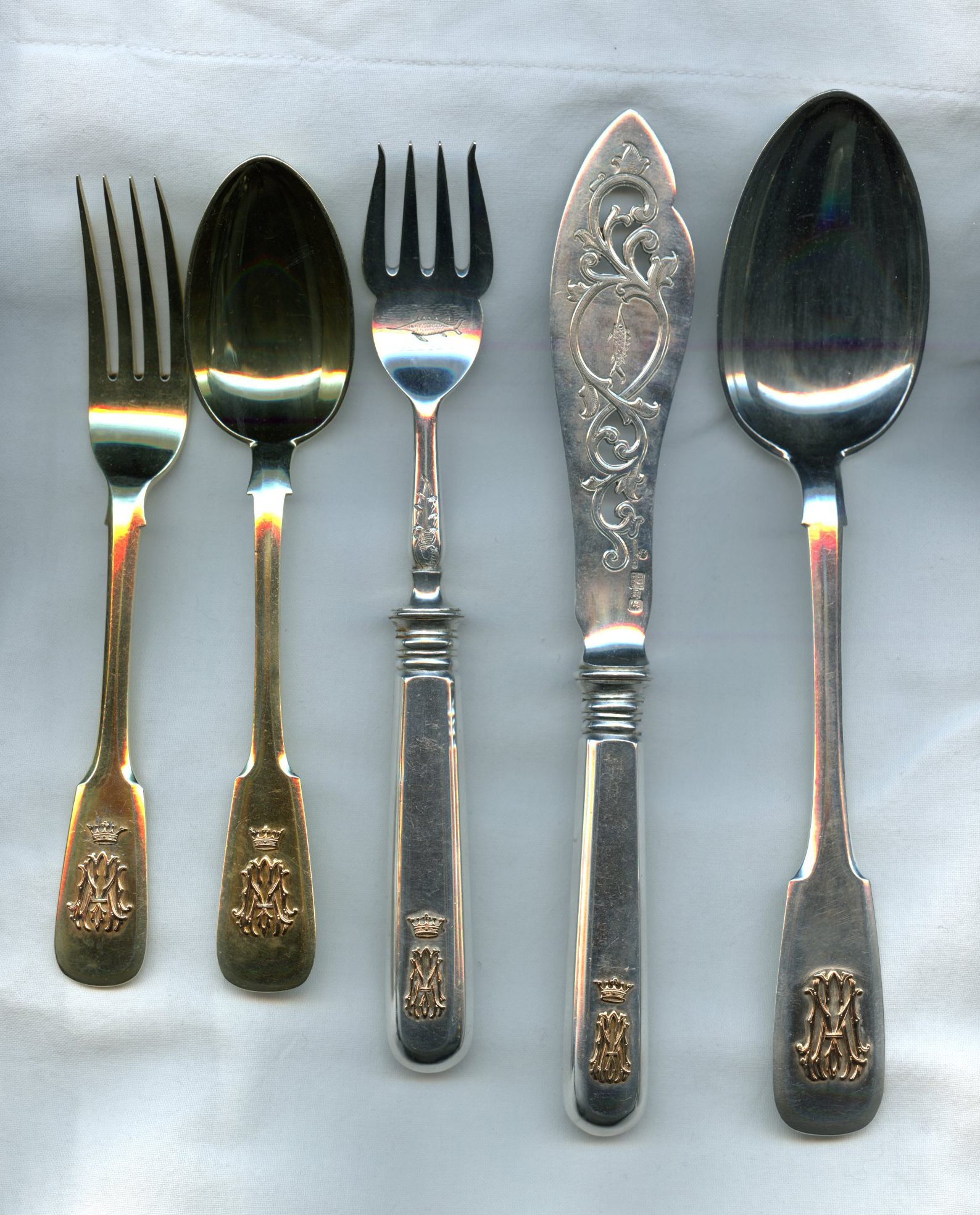
Серебро, принадлежавшее Александру Карловичу фон Мекку, унаследованное его сыном Георгием фон Мекком, секретарем российской имперской миссии в Норвегии, было продано норвежскому другу после революции в России.

Большую часть своих доходов А. К. фон Мекк направлял на благотворительность. Активно участвовал в работе Московского попечительного комитета Императорского Человеколюбивого общества, был помощником (заместителем) председателя комитета Братолюбивого общества снабжения неимущих квартирами в Москве, председателем попечительства над бедными детьми. За большой вклад в деятельность благотворительных организаций был удостоен ордена Равноапостольного Князя Св. Владимира IV степени.
Также был действительным членом Общества содействия физическому развитию и в других благотворительных организациях. Был первым председателем Общества содействия русскому торговому мореходству.
С первым директором Археологического института учредил Общество Вспомоществования недостаточным слушателям Московского Археологического Института.
Вместе с братом Николаем Карловичем и племянником Владимиром Владимировичем был соучредителем 3-х стипендий имени семейства фон Мекк в Московском дворянском институте для девиц благородного звания имени императора Александра III в память императрицы Екатерины II.
Был известен как коллекционер живописи, авторитетный библиограф и архивист. Уже в зрелом возрасте в 1910 году закончил Московский археологический институт со званием учёного-архивиста. Написал несколько работ по археографическому и архивному делу. Его книжное собрание считалось одним из лучших среди российских частных библиотек. Основу его составлял раздел русских и зарубежных трудов по истории экономических учений, кредитно-банковскому и биржевому делу, денежному обращению, налогам, по отраслям промышленности и торговли. законодательству, земскому и городскому управлению. В библиотеке были основные издания по русской истории, географии и альпинизму. В 1905 году вместе с У. Г. Иваском учредил в Москве Общество любителей книжных знаков.
А. К. фон Мекк много путешествовал, был членом Императорского Русского географического общества и Общества любителей естествознания, антропологии и этнографии. Активная общественная деятельность Александра Карловича велась в 39 обществах, в 8-ми из которых он был председателем.

### Альпинизм
Тяга горам возникла у А. К. фон Мекка, когда в раннем детском возрасте он из-за слабого здоровья несколько лет провёл во Франции в горном местечке Шамони, откуда альпинисты с проводниками отправлялись на Монблан. Позже, во время своих путешествий, он овладел техникой альпинизма и принимал участие в нескольких горных восхождениях: в 1903 году на Юнгфрау — горную вершину в Бернских Альпах (в Швейцарии) — и на Казбек; в 1905 году — на Монблан. В своей статье «Верховья Теберды» А. К. фон Мекк описал первые восхождения в районе Домбая на две безымянные вершины, одну из которых он назвал «Семёнов-баши» (3608 м) в честь председателя Русского географического общества, путешественника П. П. Семёнова-Тянь-Шаньского. А. К. фон Мекк был членом нескольких европейских альпинистских клубов, в 1901 году основал и был первым председателем Русского горного общества. Издавал «Ежегодник», устраивал выставки, популяризуя альпинизм в России, и руководил деятельностью общества вплоть до своей неожиданной кончины в 1911 году.
После кончины А. К. фон Мекка РГО опубликовало о нём несколько статей, в том числе от Г. А. фон Мекка, Анучина Д. Н., Красильникова Ф. С., иностранных коллег.
Известный немецкий альпинист Вилли Рикмер-Рикмерс писал:
Александр создал русский альпинизм, организовал и поставил его на прочное основание. Раньше мы ничего не слышали о русских горовосходителях, и понятие „русское“ не имело место в альпинизме. Фон-Мекк уничтожил это предубеждение своей работой, своим энтузиазмом, настойчивым, благородным характером, деятельностью в качестве руководителя Русского Горного общества, автора многих статей и редактора „Ежегодника“, выдвинул русский альпинизм на почётное место.
Скончался 15 марта 1911 года. Был похоронен на Новодевичьем кладбище; могила не сохранилась.

### Семья
Жена — Анна Георгиевна, в девичестве — Франс (? — 1914), по происхождению — шотландка. Разделяла увлечение мужа альпинизмом. После смерти Александра Карловича была избрана Председателем Русского Горного Общества.
Сын — Георгий (14 октября 1888 — 1962).
Младшая дочь умерла в детском возрасте (конец 1904 — начало 1905).